# Maria Michailowna Romanowa

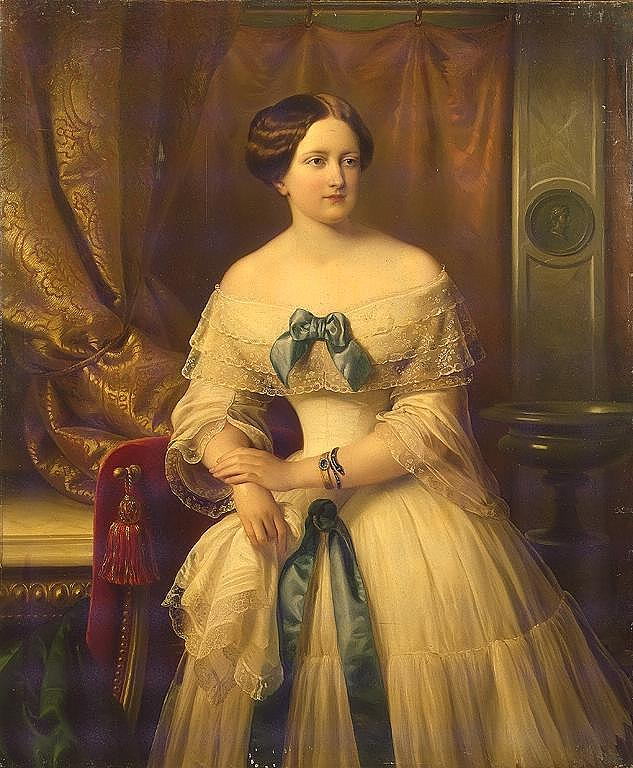
Großfürstin Maria Michailowna (Porträt von Karl Ferdinand Sohn, vollendet 1847)

Maria Michailowna Romanowa (* 9. März 1825 in Moskau; † 19. November 1846 in Wien) war eine russische Großfürstin und Mitglied des Hauses Romanow-Holstein-Gottorp.

## Familie
Maria war die erstgeborene Tochter des Großfürsten Michail Pawlowitsch Romanow (1798–1849) und der Großfürstin Elena Pawlowna (1807–1873), vormals Charlotte von Württemberg. Über ihren Vater war sie Enkelin des Zaren Paul I. und Nichte der Zaren Alexander I. und Nikolaus I. Sie wurde nach ihrer Großmutter väterlicherseits benannt, Zarin Maria Fjodorowna (Sophie Dorothee von Württemberg). Die Großfürstin hatte vier weitere Schwestern. Katharina (1827–1894) überlebte als Einzige. Elisabeth (1826–1845) starb im Alter von 18 Jahren im Kindbett und die beiden jüngsten Schwestern Alexandra (1831–1832) und Anna (1834–1836) starben im Kindesalter.

## Jugend

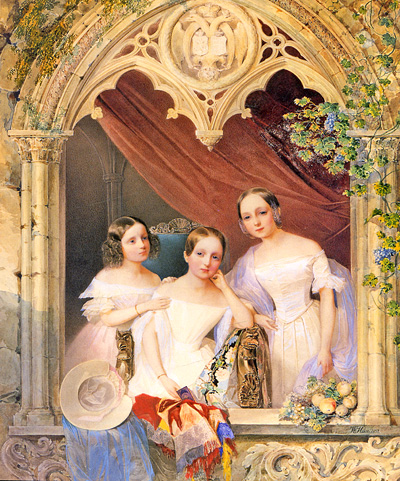
Die Großfürstinnen Katharina, Elisabeth und Maria (gemalt von Wladimir Iwanowitsch Hau, 1838)

Maria wuchs mit ihren Schwestern in Sankt Petersburg auf. Sie war die Lieblingstochter ihrer Mutter, die besonders daran interessiert war, Maria gut ausbilden zu lassen. Ihre Erziehung oblag Gouvernanten und Hauslehrern. Sie erhielt Unterricht in Musik, Tanz, Etikette und höfischer Konversation. Außerdem sprach sie neben ihrer Muttersprache Russisch auch Englisch, Deutsch und Französisch. Ihr Vater, Großfürst Paul, der sich zeit seines Lebens einen Sohn wünschte, übergab seinen Töchtern Maria, Katharina und Elisabeth jeweils den Befehl über ein Kavallerieregiment.
Maria war nie von guter Gesundheit gewesen. Sie galt kränklicher und gebrechlicher als ihre Schwestern. Im Alter von 20 Jahren zeigten sich erste Anzeichen von Tuberkulose bei ihr. Da sie nun im heiratsfähigen Alter war, begleitete Maria ihre Schwester Elisabeth und ihre Mutter auf eine Europareise. Großfürstin Elena hoffte, geeignete Ehepartner für ihre beiden Töchter zu finden. Nachdem sie einige Städte besucht hatten, ließen sie sich in Wien nieder.

## Tod
Am 19. November 1846 starb Maria in den Armen ihres Vaters, der zuvor nach Wien gereist war, an Tuberkulose. Sie wurde 21 Jahre alt. Ihr früher Tod war ein Schock für die Familie, insbesondere Großfürstin Elena, die nach Marias Tod an Kummer litt. Der Leichnam wurde nach Sankt Petersburg überführt und in der Peter-und-Paul-Kathedrale beigesetzt.